# 테리 칼리어
테리 칼리어(Terrence O. Callier, Terry Callier, 1945년 5월 24일~2012년 10월 27일)는 미국 출신의 재즈, 소울, 포크 기타리스트이자 싱어송라이터이다.

## 개요
시카고에서 태어나, 피아노를 배웠다. 1962년 데뷔싱글 'Look at Me Now'를 녹음하였다. 대학을 다님과 동시에 작은 공연을 계속 했고, 존 콜트레인의 음악으로부터 큰 영향을 받았다.
2009년 매시브 어택과 함께 'Hidden Conversations'를 출시하였다.